# Concert de mitjanit
Concert de mitjanit —en español: Concierto de medianoche— es un disco doble en directo de la banda de rock catalán Sau, el quinto en su discografía y el primero en vivo dentro de su trayectoria musical, lanzado en 1992 y grabado durante la gira del El més gran dels pecadors —El más grande de los pecadores— en la Plaza de toros Monumental de Barcelona ante 10.000 espectadores.
Fue uno de los conciertos más importantes de la vida musical del grupo y gozó de las colaboraciones en directo de Robbie Robertson, exguitarrista de The Band, Phil Manzanera, exguitarrista de Roxy Music, Carlos Segarra y Dani Nel·lo, guitarrista y saxofonista respectivamente de Los Rebeldes y la cantante Luz Casal, que cantó en catalán la conocida «Boig per tu».
La banda versionó en directo dos temas de Robert Robertson, «Shake This Town» «The Weight».

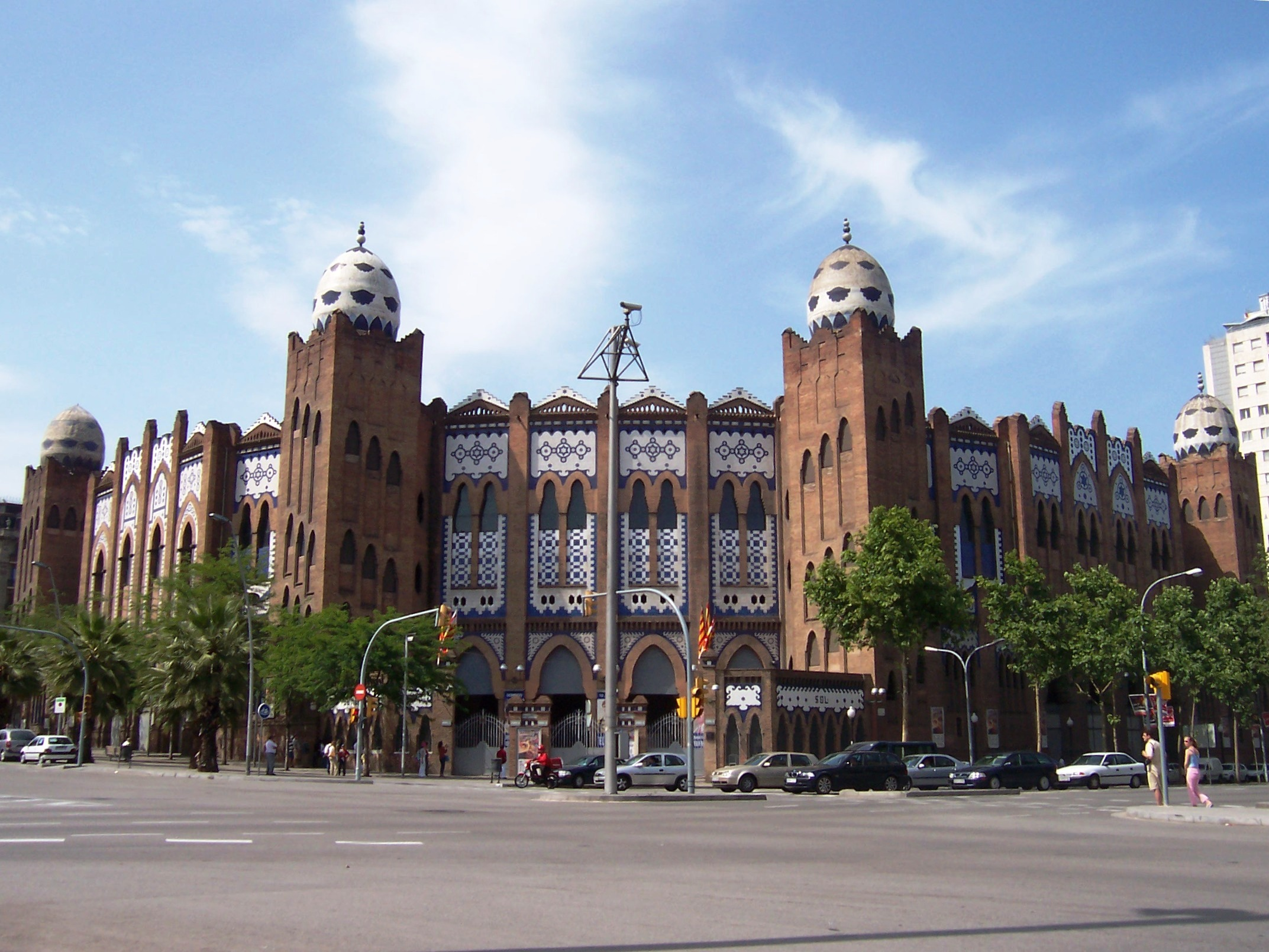
El Concert de mitjanit fue grabado el 9 de julio de 1992 durante la gira de El més gran dels pecadors en la Plaza de toros Monumental de Barcelona (en la foto).

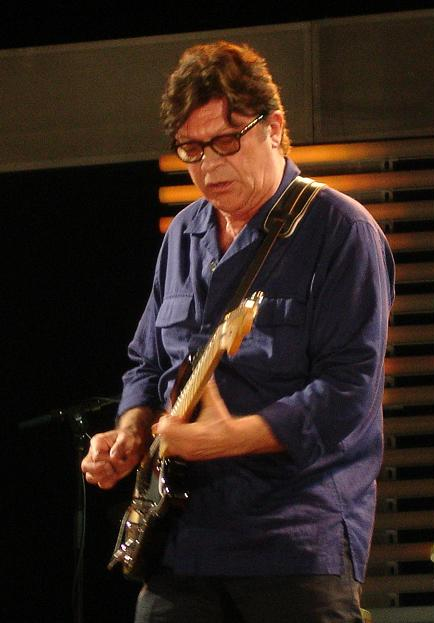
El guitarrista Robert Robertson, exguitarrista de The Band, fue uno de los músicos invitados con los que contó Sau durante el Concert de mitjanit, además de tener una clara influencia musical en algunas canciones del LP.

## Listado de canciones
- Todas las canciones fueron compuestas por Pep Sala y escritas por Pep Sala, Carles Sabater y Joan Capdevila, excepto las indicadas.

### Disco 1
1. «Tu encens el meu foc» - 4:52
2. «Si un dia he de tornar» - 5:39
3. «No he nascut per militar» - 4:44
4. «Perestroika» - 3:44
5. «Tren de mitjanit» - 3:43
6. «Això es pot salvar» - 4:31
7. «Deprimit I,III,IV» - 4:49
8. «Mai sabràs per què» - 5:06

### Disco 2
1. «Amb la meva ombra» - 5:49
2. «Shake This Town» - 5:31 (escrita por Robbie Robertson)
3. «Foc al cos» - 3:00
4. «És inútil continuar» - 6:10
5. «Boig per tu» - 4:15
6. «Me'n torno a Sau» - 3:55
7. «The Weight» - 5:22 (escrita por Robbie Robertson)
8. «Jo ho espero tot de tu / Només ho faig per tu» - 4:48

## Créditos
| - Vocalistas - Carles Sabater y Pep Sala - Guitarristas - Pep Sala, Jordi Mena - Bajista - Josep Sánchez - Baterista - Quim "Benítez" Vilaplana - Percusiones - Gerry Duffy, Carles Sabater - Piano y teclados - Ramon Altimir, Pep Sala - Coros - Carles Sabater, Pep Sala, Gerry Duffy, Josep Sánchez, Ramon Altimir - Colaboraciones - Luz Casal (voz en la canción «Boig per tu»), Phil Manzanera (guitarra), Dani Nel·lo (saxo y voz), Carlos Segarra (guitarra y voz), Robbie Robertson (guitarra y voz). | Producción - Productores - Pep Sala, Keith Bessey - Grabado en la Plaza de toros Monumental de Barcelona en julio de 1992 en el estudio móvil "El Camión" - Mezclado en los estudios AURHA - Publicado por EMI Odeon en 1992 en formato doble |